# Anna Gunn
Anna Gunn (Santa Fe (New Mexico), 11 augustus 1968) is een Amerikaanse actrice. Ze had een hoofdrol in de televisieseries Deadwood en Breaking Bad.

## Biografie
Gunn groeide op in Santa Fe en startte haar acteercarrière in het theater in Chicago. Ze stond onder meer op de planken met Entourage-ster Jeremy Piven. Ze had een gastrol in onder meer Quantum Leap, Seinfeld, NYPD Blue, Men Behaving Badly, ER en Six Feet Under en was te zien in tien afleveringen van The Practice. Ze speelde de rol van Martha Bullock in de HBO-serie Deadwood en was vanaf 2008 te zien als Skyler White in de AMC-serie Breaking Bad, waarvoor ze in 2013 een Emmy Award won.

## Filmografie
| Jaar | Titel                                    | Rol                           | Opm      |
| ---- | ---------------------------------------- | ----------------------------- | -------- |
| 1992 | Indecency                                | Celeste                       | TV       |
| 1994 | French Intensive                         | Rachel                        | Kortfilm |
| 1994 | Moment of Truth: Caught in the Crossfire | Agt. Alex King                | TV       |
| 1994 | Junior                                   | Casitas Madres Receptionist   |          |
| 1995 | Without Evidence                         | Liz Godlove                   |          |
| 1995 | If Someone Had Known                     | Officer Linda Reed            |          |
| 1997 | Santa Fe                                 | Jane                          |          |
| 1998 | Enemy of the State                       | Emily Reynolds                |          |
| 2000 | Lost Souls                               | Sally Prescott                |          |
| 2001 | Nobody's Baby                            | Stormy                        |          |
| 2002 | Treading Water                           | The Actress                   |          |
| 2003 | L.A. Confidential                        |                               | TV       |
| 2003 | 12 Mile Road                             | Leah                          | TV       |
| 2004 | NYPD 2069                                | Natalie Franco                | TV       |
| 2011 | Red State                                | Travis' Mother                |          |
| 2012 | Little Red Wagon                         | Laurie Bonner                 |          |
| 2012 | Secrets of Eden                          | Detective Catherine Benincasa | TV       |
| 2012 | Sassy Pants                              | June Pruitt                   |          |
| 2013 | Rita                                     | Rita                          |          |
| 2016 | Sully                                    | Dr. Elizabeth Davis           |          |

| Jaar      | Titel               | Rol                   | Opm                                                                   |
| --------- | ------------------- | --------------------- | --------------------------------------------------------------------- |
| 1992      | Quantum Leap        | Liz                   | 1 aflevering ("The Play's the Thing")                                 |
| 1992-1993 | Down the Shore      | Arden                 | 29 afleveringen                                                       |
| 1993      | Seinfeld            | Amy                   | 1 aflevering ("The Glasses")                                          |
| 1994      | Missing Persons     | Ellie Keogh           | 1 aflevering ("My Beautiful Son Is O.K...")                           |
| 1994      | NYPD Blue           | Kimmy                 | 2 afleveringen ("Zeppo Marks Brothers" & "Dead and Gone")             |
| 1995-1996 | Murder One          | Melissa Griotte       | 3 afleveringen ("Chapter Three", "Chapter Four" & "Chapter Fourteen") |
| 1996      | Chicago Hope        | Megan Stanard         | 1 aflevering ("Sexual Perversity in Chicago Hope")                    |
| 1996      | The Lazarus Man     | The Journal           | 1 aflevering ("The Journal")                                          |
| 1996      | Men Behaving Badly  | Michelle              | 1 aflevering ("Babies Having Babies")                                 |
| 1996      | The Big Easy        | Evie                  | 1 aflevering ("Snake Dance")                                          |
| 1997      | Sleepwalkers        | Angie Gilpin          | 1 aflevering ("Night Terrors")                                        |
| 1997-2002 | The Practice        | Jean Ward             | 10 afleveringen                                                       |
| 1999      | ER                  | Ekabo's Lawyer        | 1 aflevering ("Point of Origin")                                      |
| 1999      | The Drew Carey Show | Kelly Walker          | 1 aflevering ("Drew's Reunion")                                       |
| 1999      | Judging Amy         | Emily Noble           | 1 aflevering ("Presumed Innocent")                                    |
| 2000      | Bull                | Miss Coyle            | 1 aflevering ("A Beautiful Lie")                                      |
| 2001      | The Guardian        | Meghan Barstow        | 2 afleveringen ("Reunion" & "Home")                                   |
| 2002      | Yes, Dear           | Jessica               | 1 aflevering ("Kim's New Nanny")                                      |
| 2003      | Dragnet             | Dr. Louise Nottingham | 2 afleveringen ("The Silver Slayer" & "The Cutting of the Swath")     |
| 2003      | The O'Keefes        | Phyllis               | 1 aflevering ("Pilot")                                                |
| 2003      | Wild Card           | Janell Morgan         | 1 aflevering ("The Cheese Stands Alone")                              |
| 2003      | The Lyon's Den      | Elizabeth Hopper      | 1 aflevering ("Blood")                                                |
| 2003      | Miss Match          | Maureen Weston        | 1 aflevering ("Kate in Ex-tasy")                                      |
| 2003      | Miracles            | Rebecca Webb          | 1 aflevering ("You Are My Sunshine")                                  |
| 2004      | The D.A.            | Shelly Ward           | 1 aflevering ("The People vs. Sergius Kovinsky")                      |
| 2004      | Six Feet Under      | Madeline              | 1 aflevering ("Parallel Play")                                        |
| 2005-2006 | Deadwood            | Martha Bullock        | 24 afleveringen                                                       |
| 2007      | Boston Legal        | Attorney Susan Bixby  | 1 aflevering ("Nuts")                                                 |
| 2008–2013 | Breaking Bad        | Skyler White          | Hoofdrol                                                              |
| 2010      | Law & Order         | Marielle Di Napoli    | 1 aflevering ("Love Eternal")                                         |
| 2010      | Lie to Me           | Jenkins               | 1 aflevering ("Dirty Loyal")                                          |

| Jaar | Titel                       | Rol                                           | Opm  |
| ---- | --------------------------- | --------------------------------------------- | ---- |
| 1996 | Blood Omen: Legacy of Kain  | Ariel/Azimuth the Planer/DeJoule the Energist | Stem |
| 1999 | Legacy of Kain: Soul Reaver | Ariel                                         | Stem |
| 2001 | Soul Reaver 2               | Ariel                                         | Stem |
| 2003 | Legacy of Kain: Defiance    | Ariel                                         | Stem |

- Bibsys: 11011849
- Biblioteca Nacional de España: XX5406756
- Catàleg d'autoritats de noms i títols de Catalunya: 981058511254506706
- Gemeinsame Normdatei: 140372954
- International Standard Name Identifier: 0000 0001 1436 6749
- Library of Congress Control Number: no2008073168
- Nationale Bibliotheek van Tsjechië: xx0186184
- Nationale Bibliotheek van Israël: 987007363495905171
- Nederlandse Thesaurus van Auteursnamen: 378040707
- Système universitaire de documentation: 151184917
- Virtual International Authority File: 2279199
- WorldCat: E39PBJwHgrB3Tv3g3cmcPfMVmd